# Aspen Grove
Pour les articles homonymes, voir Grove.
Aspen Grove est une municipalité située dans la province de la Colombie-Britannique, dans le sud du Canada.